# Maíz Blanco (norra Motozintla kommun)
Maíz Blanco är en ort i Mexiko.   Den ligger i kommunen Motozintla och delstaten Chiapas, i den sydöstra delen av landet, 900 km sydost om huvudstaden Mexico City. Maíz Blanco ligger 1 610 meter över havet och antalet invånare är 199.
Terrängen runt Maíz Blanco är bergig söderut, men norrut är den kuperad. Runt Maíz Blanco är det ganska tätbefolkat, med 78 invånare per kvadratkilometer. Närmaste större samhälle är Motozintla de Mendoza, 12,3 km öster om Maíz Blanco. I omgivningarna runt Maíz Blanco växer i huvudsak städsegrön lövskog.